# Cosmosoma dorsicincta
Cosmosoma dorsicincta är en fjärilsart som beskrevs av Paul Dognin 1912. Cosmosoma dorsicincta ingår i släktet Cosmosoma och familjen björnspinnare. Inga underarter finns listade i Catalogue of Life.